# Концертная резиденция

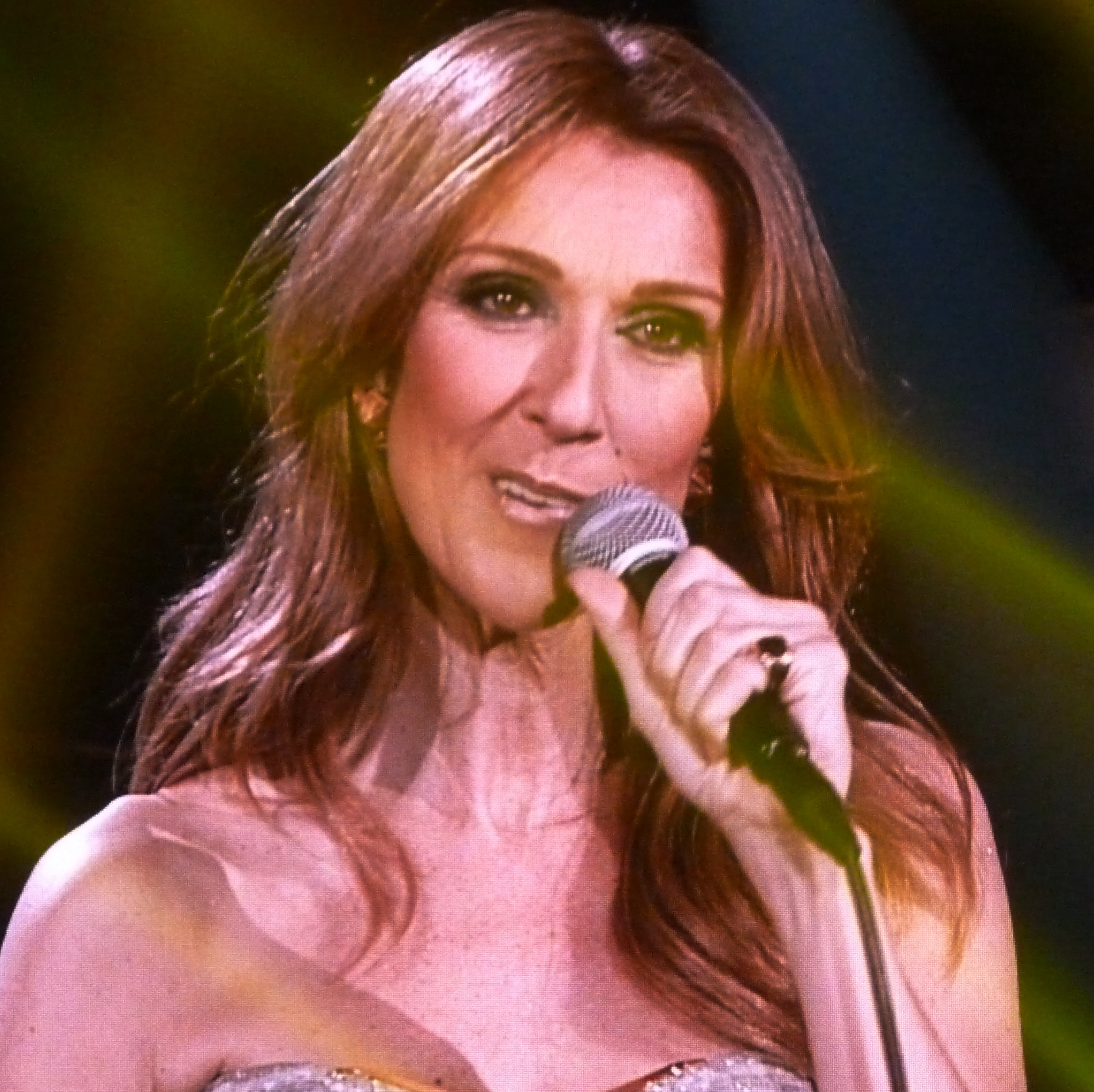
Селин Дион принадлежат две самых кассовых резиденции за всю историю.

Концертная резиденция (также музыкальная резиденция или просто резиденция) — серия концертов, похожих на концертный тур, но исполняемых только в одном месте. Издание Pollstar определило резиденцию как серию из 10 или более шоу в одном месте. Артист, выступающий в концертной резиденции, называется резидентным исполнителем. Концертные резиденции были основным развлечением на Лас-Вегас-Стрип на протяжении десятилетий, пионерами явления можно считать певца-пианиста Либераче и Фрэнка Синатру с «Крысиной стаей».

## История
По данным The Guardian, концепция концертной резиденции была основана пианистом и певцом Либераче с дебютом в 1944 году в Лас-Вегасе. Почти десять лет спустя Либераче провел свое собственное шоу в отеле и казино Riviera в Лас-Вегасе, которое, как сообщается, заработало около 50 000 долларов за неделю. После нескольких лет работы над другими проектами в Лос-Анджелесе он вернулся в резиденцию в Вегасе и зарабатывал около 300 000 долларов в неделю, пока не умер от СПИДа в 1987 году.
За дебютом Либераче в 1944 году последовали Фрэнка Синатру с «Крысиная стая» и Элвис Пресли. В апреле 1956 года Пресли начал двухнедельную концертную резиденцию в отеле New Frontier Лас-Вегасе, после выхода своего дебютного альбома. С 1969 по 1976 год, Пресли исполнил 837 подряд аншлаговых концертов в отеле Hilton в Лас-Вегасе, который впоследствии был переименован в Westgate.
Как заявил Курт Мелин вице-президент «Сизарс-пэласа», «исторически сложилось, что резиденция в Вегасе становились последним пристанищем, в котором известные артисты, выступали в небольших салонах перед азартной толпой». Музыкальный журналист Джим Фарбер заявил, что «во всех выступлениях в Лас-Вегасе есть что-то дешёвое. Я поговорил с Шер об этом, и она называла его „слоновьим кладбищем, где талант умирает“ — и она говорила о себе».
Изменила тенденцию и оживила резиденции в XXI веке канадская певица Селин Дион своим шоу A New Day… (2003—2007). Её резиденция представила новую форму театрального развлечения, слияние песни, исполнительского искусства, инновационного сценического ремесла и современных технологий. Ей удалось популяризировать резиденцию в Лас-Вегасе как желанный способ для лучших артистов гастролировать на месте, позволяя своим поклонникам приезжать к ним. Курт Мелин заявил: «Селин, без сомнения, была новатором. Двадцать лет назад мы не смогли бы заполучить кого-то такого же звёздного, как Бритни Спирс. Звезды вроде неё никогда бы не подумали об этом, если бы Селин не проложила путь. Она изменила лицо современного Вегаса». Дион вернулась в Лас-Вегас со своей второй резиденцией, Celine, и исполнила свое рекордное 1000-е шоу 8 октября 2016 года.
В течение 2010-х годов многие другие крупные исполнители различных жанров приняли предложения о резидентстве.

## Самые прибыльные шоу
По данным журнала Billboard, шоу A New Day… Селин Дион является самой успешной концертной резиденцией всех времён, собравшей более 385 миллионов долларов США (474,72 миллиона долларов в 2019 году) и собравшей почти три миллиона человек на 717 концертах. Её вторая резиденция, Celine, является второй по успешности, со сборами более чем в 296 миллионов долларов из общего числа 427 шоу в период с 2011 по 2019 год. Эти две резиденции сделали Дион самым кассовым резидентом-исполнителем всех времён.
После Селин Дион, Элтон Джон стал вторым наиболее успешным резидентом-исполнителем, чьё шоу The Red Piano собрало кассу в 169 миллионов долларов в период между 2004 и 2009. Также одной из самых продаваемых резиденций является резиденция Бритни Спирс Britney: Piece of Me, которая началась в декабре 2013 года и завершилась 31 декабря 2017, кассовые сборы составили более чем 137 миллионов долларов.
За пределами Лас-Вегаса Брюс Спрингстин собрал более 113 миллионов долларов, показав 236 шоу своей нью-йоркской резиденции Springsteen on Broadway.